# The New Formalist
The New Formalist ist eine amerikanische Literaturzeitschrift, die sich der Veröffentlichung von Gedichten im Sinne des Neuen Formalismus widmet. Der New Formalist wurde 2001 gegründet und erscheint seither monatlich in elektronischer Form und einmal im Jahr als Printmedium.
Die Zeitschrift wurde von dem amerikanisch-polnischen Dichter Leo Yankevich (1961–2018) herausgegeben und hat Gedichte vieler der führenden englischsprachigen Schriftsteller des Neuen Formalismus veröffentlicht – darunter Gedichte von Jared Carter, Keith Holyoak, Alfred Dorn, T. S. Kerrigan, Richard T. Moore, Joseph S. Salemi und Frederick Turner.